# 前田靖治
前田 靖治（まえだ やすじ、1944年7月7日 - ）は、日本の実業家。前田建設工業代表取締役社長や、同社代表取締役会長、全国建設業協会会長等を歴任した。

## 人物・経歴
福井県出身。学習院初等科、中等科、高等科を経て、1967年学習院大学経済学部経済学科卒業、前田建設工業入社。1980年TQC推進本部副本部長。1981年取締役に昇格。1983年常務取締役。1990年専務取締役。1992年取締役副社長。1994年から代表取締役社長を務めた。2002年全国建設業協会会長。2009年代表取締役会長。
なお、近衞甯子（甯子内親王）、久邇朝宏（久邇宮）は、学習院初等科時代の同級生。